# Afraates (ermitão)
Afraates ou Afrates (em grego: Aφραάτης; romaniz.: Aphraates; em persa: فرهاد; romaniz.: Aphrahat e em siríaco: ܐܦܪܗܛ) foi um ermitão de origem persa do século IV, que esteve ativo na Mesopotâmia e Síria durante o reinado do imperador Valente (r. 365–378) e talvez de Teodósio (r. 378–395). Sua vida é conhecida somente pelo relato de Teodoreto, que teria sido levado quando garoto para visitar o eremita em Antioquia e foi abençoado pelo mesmo.
Afraates era nativo do Império Sassânida, mas após converter-se ao cristianismo decidiu dirigir-se à Edessa. Ali, tornar-se-ia eremita e viveria uma vida de penitência e contemplação do céu. Anos depois, mudou-se para um eremitério nas imediações de Antioquia, onde seria visitado por muitas pessoas que procuravam conselhos. Foi visitado por um embaixador chamado Antêmio, talvez o futuro prefeito pretoriano do Oriente e cônsul homônimo, e entrou em conflito com Valente por sua perseguição aos ortodoxos.

## Nome
Fraates (Φραάτης, Phraátēs; Phraātēs), Afraates (Aφραάτης, Aphraátēs; Aphraātēs) ou Fraoates (Φραõάτης, Phraoátēs) são as formas grega e latinas do parta Fraate (𐭐𐭓𐭇𐭕, Frahāt), que derivou do iraniano antigo Fraata (*Frahāta-), "adquirido". Foi registrado em siríaco como Afraate (em siríaco: ܐܦܪܗܛ, Ap̄rahaṭ), armênio como Raate (Հրահատ, Hrahat) e em persa novo como Afraate (فرهاد, Afrahāt) e Farade (فرهاد, Farhād).

## Vida

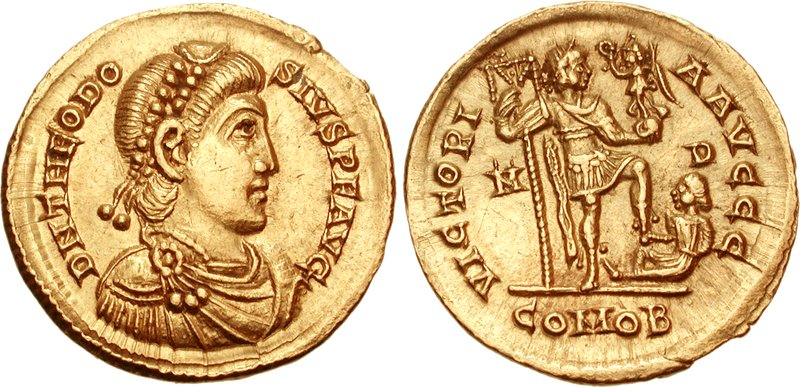
Soldo de Teodósio r.

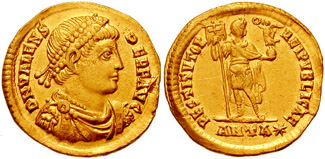
Soldo de Valente r.

Afraates pertenceu a uma família persa nativa do Império Sassânida. Após converter-se ao cristianismo, assentou-se em Edessa, na Mesopotâmia, para decidir a melhor maneira de servir Deus. Ali, decidiu-se por seguir uma vida de reclusão e mudou-se para uma cela situada fora dos muros da cidade, onde entregou-se à penitência e a contemplação do céu. Sua dieta consistia em pão, ao qual adicionou vegetais quando era idoso, que comia após o entardecer, e sua cama era uma esteira no chão. Sua vestimenta consistia numa peça de roupa grosseira.
Após algum tempo, Afraates mudou sua residência para um eremitério ao lado dum mosteiro próximo de Antioquia, na Síria, onde gradualmente pessoas começaram a procurá-lo por conselho. Um dos indivíduos a visitá-lo foi Antêmio, que havia retornado duma embaixada ao Império Sassânida e trazia consigo uma vestimenta produzida na terra natal do eremita. Afraates alegadamente teria perguntado se era razoável trocar um antigo servo confiável por um novo meramente por ele ser um compatriota. Antêmio teria respondido "Certamente não", e Afraates retrucou: "Então leve de volta sua túnica, pois eu tenho uma que eu usei por 16 anos, e não preciso de mais que uma."
Não é certo quando o encontro de Antêmio e Afraates ocorreu. Os autores da PIRT, ao associarem o diplomata com o homônimo prefeito pretoriano do Oriente e cônsul, dataram o evento para 383, quando Antêmio retornava duma embaixada à Pérsia enviada pelo imperador Teodósio (r. 378–395) ao lado de outro oficial, o bárbaro Estilicão. A Enciclopédia Irânica, por outro lado, não faz menção que este diplomata seja o oficial teodosiano e data o episódio entre 375 e 378, quando negociações estavam em progresso para encerrar a guerra em curso entre o imperador Valente (r. 365–378) e o xá Sapor II (r. 309–379). Os editores do Butlers Lives of the Saints concordam com a PIRT quanto à associação dos personagens, mas não dão uma datação.

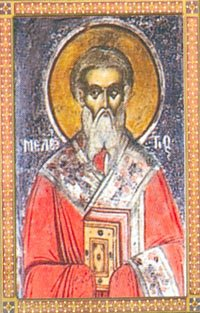
Ícone de São Melécio

Durante o reinado de Valente, que era ariano, houve grande perseguição àqueles que seguiam ao credo niceno. Na década de 370, quando o imperador instalou-se com seu exército em Antioquia para sua guerra contra os persas, o patriarca Melécio foi banido e os arianos deram cabo duma severa perseguição aos ortodoxos. Devido aos distúrbios causados pelas ações imperiais, Afraates dirigiu-se à Antioquia, onde assistiu Flaviano e Diodoro que haviam sido encarregados com o governo dos católicos durante o exílio de Melécio. Por possuir grande reputação oriunda de sua santidade e milagres, suas ações e palavras tiveram peso.
Devido à captura das igrejas locais pelos arianos, os ortodoxos foram obrigados a realizar seus cultos ao lado do rio Orontes ou no grande espaço aberto fora da cidade no qual realizavam-se exercícios militares. Em certo dia, dirigindo-se apressadamente pela estrada que levava para o campo de treinamento, Afraates foi parado sob ordens de Valente, que estava em pé no pórtico de seu palácio. O imperador perguntou-lhe para onde ia, e Afraates alegadamente respondeu: "orar pelo mundo e o imperador". O monarca então questionou-o porque, estando vestindo como monge, estava vagueando longe de sua cela.
A isso, Afraates respondeu com uma parábola: "Se eu fosse donzela retirada na casa de meu pai, e visse-a pegar fogo, você me aconselharia sentar e deixá-la queimar? Não sou eu quem deve ser culpado, mas você que acendeu as chamas que estou lutando para extinguir. Estamos fazendo nada contrário à nossa profissão quando colocamos juntos e nutrimos os aderentes da verdadeira fé." O imperador não retrucou, mas um de seus servos injuriou Afraates, que foi ameaçado de morte. Pouco depois, o mesmo indivíduo foi acidentalmente escaldado à morte, causando terror em Valente que recusou-se a ouvir os arianos que pressionaram-no a banir Afraates. Ele também ficou impressionado com os milagres do ermitão, que não somente curou homens e mulheres, mas também seu cavalo favorito.